# Walenstadt

Luftbild aus 400 m von Walter Mittelholzer (1934)

Walenstadt (rätoromanisch Rivaⓘ) ist eine Ortschaft und eine politische Gemeinde im Süden des schweizerischen Kantons St. Gallen. Sie liegt am Ostufer des Walensees im Wahlkreis Sarganserland und umfasst die vier Ortsgemeinden Walenstadt, Tscherlach, Berschis und Walenstadtberg. Sie gehört mit 45,81 km² Fläche zu den flächenmässig grösseren Gemeinden des Kantons.

## Geographie
Anhand von Granit- und Verrucanofindlingen sowie Gletscherschliffen lässt sich zeigen, dass im Seeztal zur letzten Eiszeit das Eis die Talsohle bis 1400 m hoch bedeckte. Als die Eismassen abschmolzen, entstanden reissende Wildbäche, welche noch heute die steilen Abhänge der Churfirsten herunterfallen. Gegen Süden fallen die Churfirsten beinahe senkrecht von 2306 m nach Walenstadtberg und zum Walensee auf nunmehr 419 m ab.
Nördlich von Walenstadt befindet sich Alt St. Johann (Wahlkreis Toggenburg), östlich Grabs (Wahlkreis Werdenberg), südlich Flums und westlich, mit dem Walensee grenzend, die Gemeinde Quarten.

### Walensee und die Flüsse

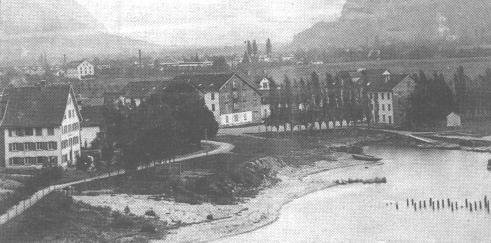
Hafen Walenstadts vor 1905

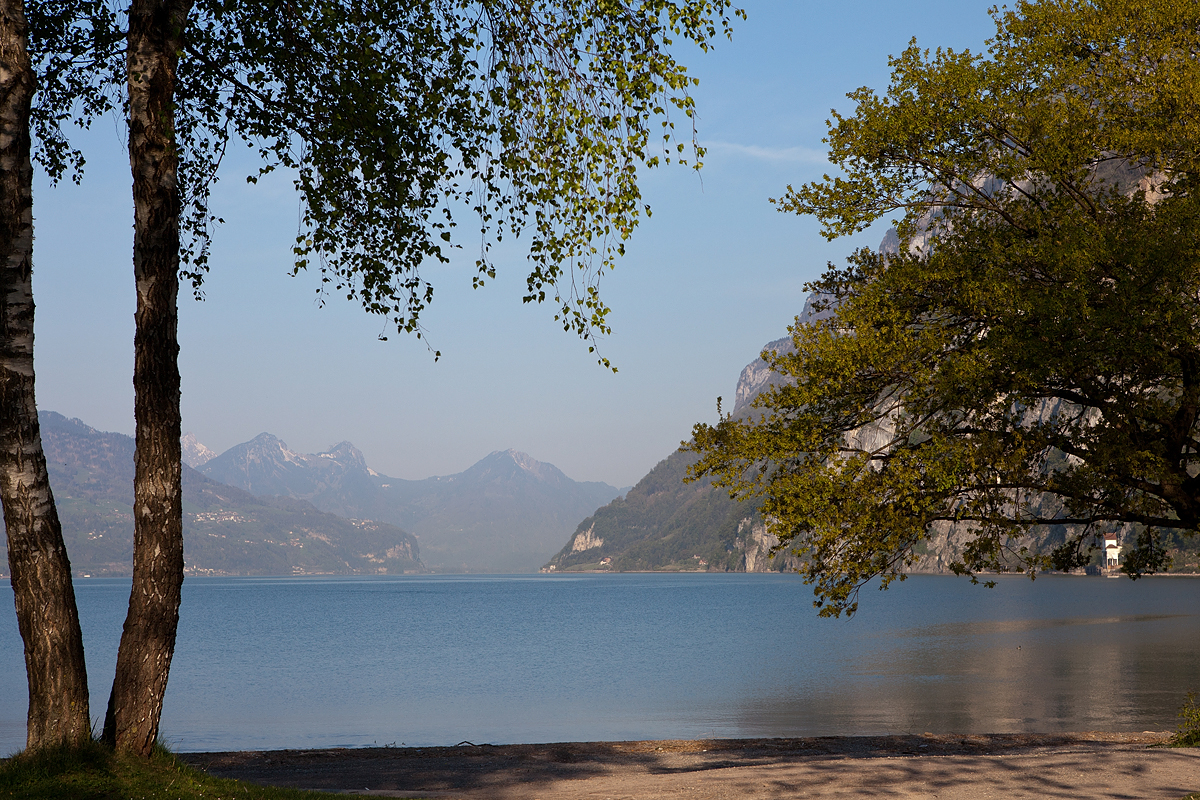
Hafen Walenstadt um 2011

Hauptartikel bezüglich der Linthkorrektur siehe Linthkorrektion.
In den Walensee münden von der Walenstadtner Seite aus die Flüsse Seez (frühere Bezeichnung Oo) und der Binnenkanal.
Der einzige Abfluss des Walensees war bis zur sogenannten Linthkorrektur die Maag, in die wiederum die Linth mündete. Aufgrund von Flussverstopfungen gab es in Walenstadt und Weesen im 18. und 19. Jahrhundert vermehrt Überschwemmungen. Der Schweizer Bauingenieur Hans Conrad Escher von der Linth hatte 1811 eine Korrektion vorgeschlagen, die vom Glarnerland kommende Linth in den Walensee zu leiten und einen neuen künstlichen Linthkanal als Ausfluss des Walensees in den Zürichsee zu leiten. Die Fertigstellung der grossen Linthkorrekturen erfolgte 1816. Ab Mitte 1850 wurde die Entsumpfung des Seeztales vorangetrieben. Der frühere Abfluss des Walensees hiess Maag; der Abfluss des Zürichsees heisst immer noch Limmat (eine Verkürzung der Namen Linth/Maag: Limmat).

### Klima
Walenstadt befindet sich in einer gemässigten Klimazone. Die durchschnittliche Jahrestemperatur beträgt milde 10,5 °C. Die wärmsten Monate sind Juli und August, in denen Temperaturen von durchschnittlich 19,5 °C erreicht werden. Das Klima von Walenstadt ist vom angrenzenden Walensee, dem häufigen Föhn und der Bise geprägt. So kommt es auch vor, dass im Winter zweistellige Temperaturen gemessen werden können, oder die Tagestemperatur im Vergleich zu umliegenden Ortschaften wegen des abkühlenden Walensees langsamer steigt. Es wachsen zum Teil auch Palmen und Südfrüchte, jedoch nicht im gleichen Ausmass wie im noch eine Stufe milderen Quinten. Unterschied und meteocentrale.ch.

## Geschichte

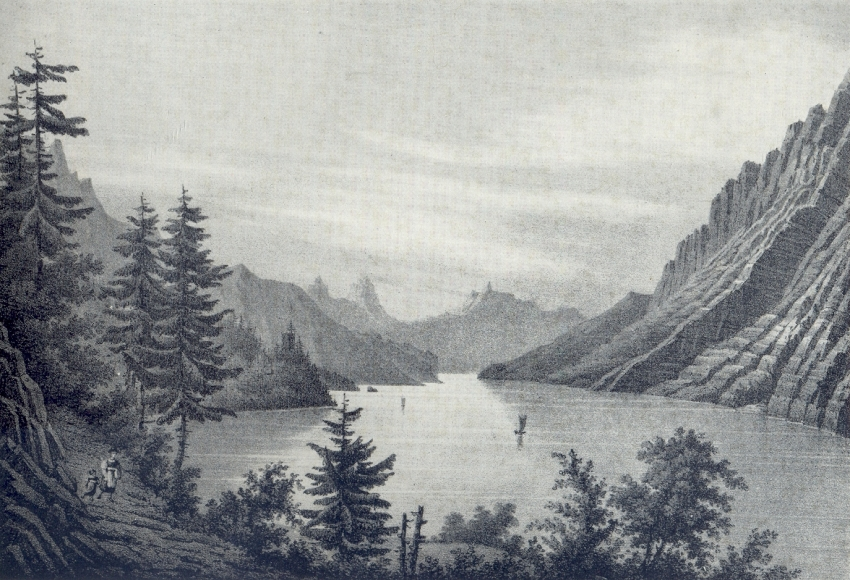
Strasse nach Mols um 1826

Erstmals bezeugt findet sich der Ortsname in der ersten Hälfte des 9. Jahrhunderts als Vualahastad (Vu = w; Urkunde in späterer Abschrift). Er ist eine Zusammensetzung aus althochdeutsch walah «Romane, Welscher» (im Plural) und stad «Ufer, Gestade» und bedeutet damit «am Ufer der Rätoromanen» (im Gegensatz zum westlichen Ufer des Walensees, wo schon damals Alemannisch gesprochen wurde). Die heutige Schreibung «-stadt» ist eine spätmittelhochdeutsche und frühneuhochdeutsche Umdeutung von «Stad» (Gestade) auf «Statt» (Stätte) und schliesslich «Stadt».

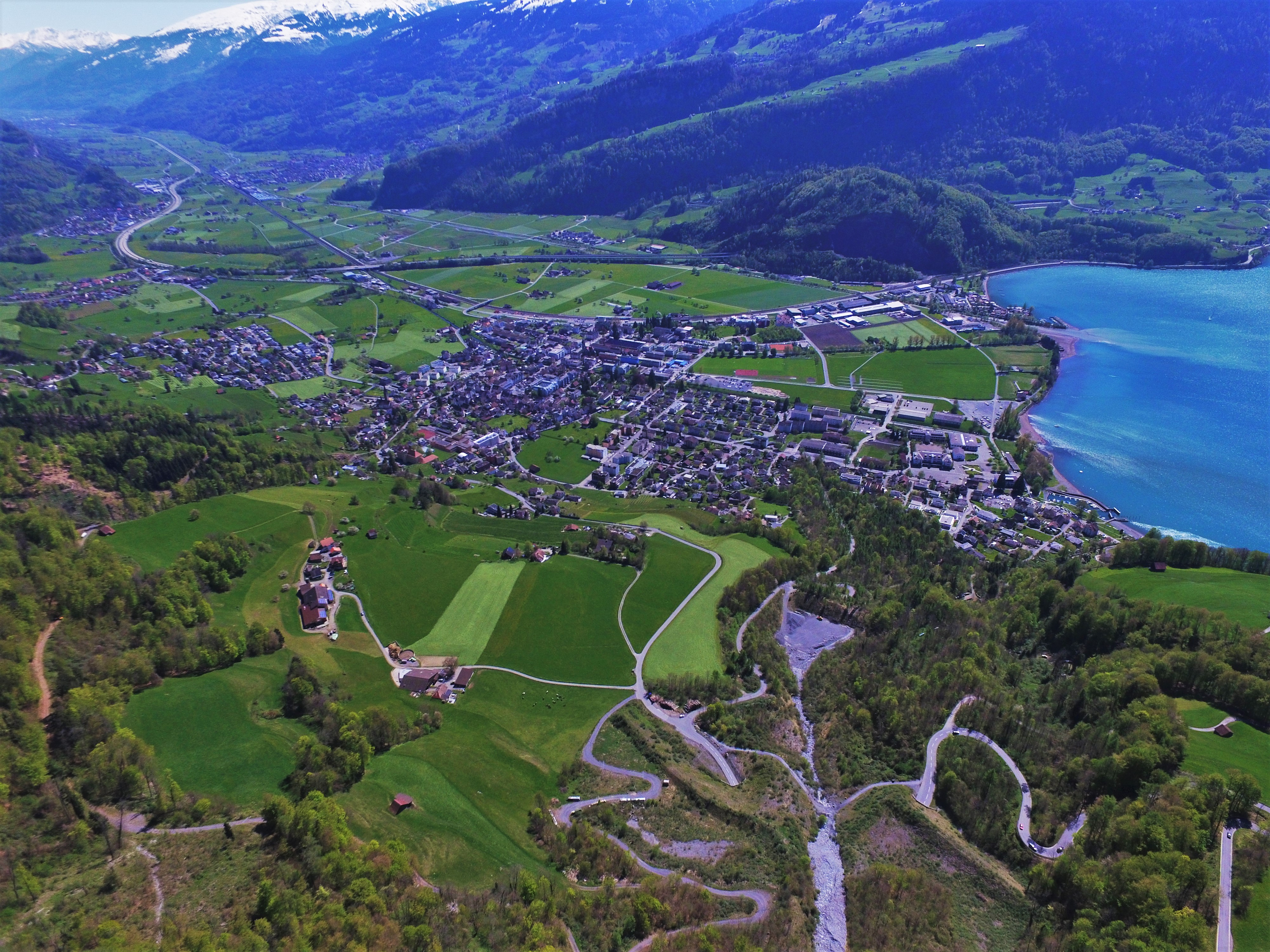
Aufgenommen im April 2016 mit einer Drohne

In Walenstadt endete im Mittelalter die Wasserstrasse vom Rhein via Zürichsee zum Walensee bis nach Italien. Ab Walenstadt mussten in der Sust am Hafenplatz die Waren von den Schiffen auf Fuhrwerke umgeladen werden. Dies war der einzige Transportweg, da vor 1848 kein Landweg von Weesen nach Walenstadt existierte. Daher hatten die jeweiligen Besitzer von Walenstadt und Weesen den gesamten Warenverkehr unter ihrer Kontrolle. Von dieser Macht wussten die Kyburger und brachten im Mittelalter die beiden Orte in ihren Besitz. Zwischen 1240 und 1260 wurden in Weesen und Walenstadt Stadtmauern gebaut. Tore und Türme und ein eigener Stadtgraben sollten die beiden Städte kriegsicher machen. Graf Rudolf von Habsburg erbte 1271 die kyburgischen Besitzungen. 1462 wurde der Gerichtsbezirk Walenstadt von der habsburgischen Herrschaft Windegg gelöst und von den Ständen der Alten Eidgenossenschaft besetzt. 1483 kauften diese die Grafschaft Sargans vom letzten Grafen von Werdenberg-Sargans und vereinigten diese mit Walenstadt zur Landvogtei Sargans. Bis 1798 wurde Walenstadt von Sargans aus von einem Landvogt verwaltet. Der Stadtrat von Walenstadt behielt jedoch das Niedergericht, während der eidgenössische Landvogt in Sargans die hohe Gerichtsbarkeit ausübte. Am 3. März 1798 entliessen die Eidgenossen Walenstadt in die Freiheit. Durch die erzwungene Annahme der Helvetischen Verfassung wurde diese Unabhängigkeit schon am 4. Juni 1798 durch Inkrafttreten des Gesetzes zur Neubildung der Kantone beendet. Mit diesem Gesetz wurde Walenstadt als Teil der Helvetischen Republik zum neuorganisierten Kanton Linth geschlagen. Durch die Mediation 1803 kam Walenstadt zum neu gegründeten Kanton St. Gallen.
Die ehemaligen habsburgischen Gemeinden Oberterzen, Mols, Walenstadtberg und Walenstadt bildeten den Gerichtsbezirk Walenstadt. Dadurch erhielten Walenstadtner Bürger viele Vorrechte gegenüber den Aus-Burgern. Verwaltet wurde der Gerichtsbezirk durch den Schultheiss und den Stadtrat, der durch Walenstadtner-, Molser- und Oberterzner-Bürger – nicht aber von Walenstadt – vertreten wurde. Weil das Flussbett der Linth sich durch viel Sand und Schlamm erhöht hatte, war der Abfluss des Walensees Anfang der Neuzeit behindert. Mehrere tausend Morgen Land waren in Sumpf verwandelt, die Bevölkerung Walenstadts wurde von der Malaria bedroht.
1952 korrigierte man den Ortsnamen zum heutigen Walenstadt, den alten Namen Wallenstadt kann man noch immer an der Frontseite der Walenstadtner Weberei lesen.

## Ortsgemeinden
Zur Gemeinde Walenstadt gehören neben Walenstadt die Ortsgemeinden Walenstadtberg, Tscherlach und Berschis. Alle Dörfer sind durch den Bus Sarganserland Werdenberg miteinander verbunden. Zur Ortsgemeinde Walenstadt gehören umfangreiche Nutzflächen in der Ebene, an den Hanglagen sowie beachtliche Waldgebiete. Walenstadt besass seit der Erhebung zum Stadt-Status im 13. Jahrhundert Sonderrechte in politischer und gerichtlicher Hinsicht. Als die Landvogtei Sargans 1798 zerfiel und Napoleons Helvetik dem Untertanenwesen ein Ende machte, wurden alle ausserhalb der Stadt wohnenden zu vollwertigen Bürgern von Walenstadt.
Auf Anregung eines seit Jahrzehnten in Walenstadt ansässigen Schweizer Bürgers haben die Ortsbürger an ihrer Gemeindeversammlung vom 7. März 2008 390 seit mehr als zehn Jahren in Walenstadt wohnhaften Schweizerinnen und Schweizern das Walenstadter Ortsbürgerrecht zuerkannt. Damit verdoppelte sich die in Walenstadt wohnhafte Zahl der Ortsbürger.

### Walenstadt

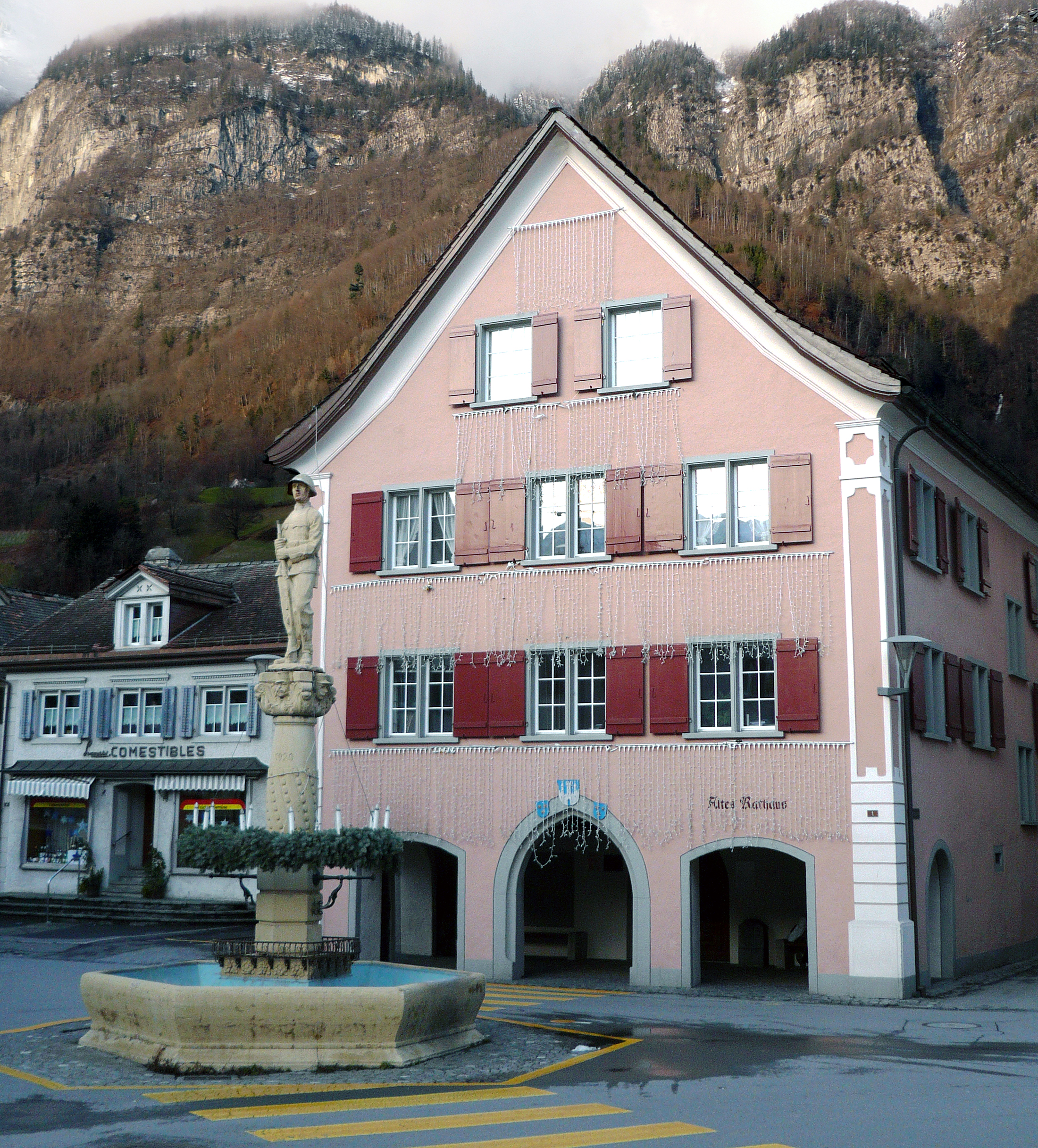
Das Alte Rathaus nutzt die Ortsgemeinde für den Betrieb eines Ortsmuseums.

Mit der Gründung der politischen Gemeinde Walenstadt im Jahre erloschen 1803 die alten Vorrechte der Walenstadter Einburger. Die Ortsgemeinde Walenstadt war noch einige Jahre Trägerin der Schule in der Stadt und unterhielt die Kaplaneipfrund, zwei kleine Armenhäuser und das Sustgebäude am See. Dafür erhielt sie vom Sustbetrieb Abgaben von der Flösserei auf der alten Seez, Zinsen von Allmenden und Alpen sowie die Einnahmen aus den Holzverkäufen.
Die Ortsgemeinde Walenstadt besitzt ca. 60 ha Wiesen und Ackerland, welches an Selbstbewirtschafter verpachtet wird, Industrieland, das im Baurecht vergeben ist, sowie die Alp Brunnen  mit 9 ½ Stössen. Als Teilhaberin gehören ihr 124 Stösse Alpanteile auf Siez  im Weisstannental, 25 ½ Stösse auf Schwaldis  und 4 Stösse auf Büls .

### Die drei weiteren Ortsgemeinden
- Berschis ist ein Haufendorf im Seeztal am Fuss des St. Georgenbergs. Wahrzeichen ist die Kapelle St. Georg auf dem gleichnamigen Berg.
- Tscherlach befindet sich ebenfalls im Seeztal, zwischen Berschis und Walenstadt. Sehenswert ist das gotische Kirchlein St. Johannes Evangelist aus dem Jahr 1642.
- Walenstadtberg liegt oberhalb von Walenstadt. In Knoblisbühl existiert das ehemalige Sanatorium und heutige Rehazentrum Walenstadtberg. Ein berühmtes Bauwerk ist das von Karl Bickel errichtete Paxmal.

## Bevölkerung
| Bevölkerungsentwicklung | Bevölkerungsentwicklung | Bevölkerungsentwicklung |
| Jahr                    | Einwohner               | Quelle                  |
| ----------------------- | ----------------------- | ----------------------- |
| 1850                    | 1868                    | [ 7 ]                   |
| 1900                    | 2994                    | [ 7 ]                   |
| 1950                    | 3349                    | [ 7 ]                   |
| 2000                    | 4532                    | [ 7 ]                   |
| 2010                    | 5255                    | [ 9 ]                   |
| 2020                    | 5698                    | [ 9 ]                   |

| Verteilung nach Ortschaften | Verteilung nach Ortschaften | Lage der Ortschaften |
| --------------------------- | --------------------------- | -------------------- |
| Stand 31. Dezember 2021     |                             |                      |
| Berschis                    | 687                         |                      |
| Tscherlach                  | 346                         |                      |
| Walenstadt                  | 4504                        |                      |
| Walenstadtberg              | 222                         |                      |
| Total                       | 5759                        |                      |

Einwohner 1850–2007

Die Bevölkerungsanzahl nahm ab 1980 zu, da in den achtziger Jahren angefangen wurde, Wohnblöcke zu bauen. Auch wurde die Infrastruktur verbessert. Bis heute werden weitere Wohnblöcke und Eigenheime gebaut. Vermehrt geschieht dies im Gebiet Zollacher, in Walenstadtberg und Tscherlach.
Am 31. Dezember 2021 hatte die Ortschaft Walenstadt 4504 Einwohner. Ein Jahr zuvor waren 51,7 % der Gemeindebevölkerung katholisch und 14,7 % evangelisch.

## Gemeinderat
Der aktuelle Gemeinderat wurde im 2024 für die Legislatur 2025–2029 gewählt und besteht aus fünf Mitgliedern:
- David Eberle, Gemeindepräsident
- David Kalberer, Schulpräsident
- Nicole Lymann
- Daniel Giger
- Beat Walser

Aus den früher drei bestehenden Gemeinden (politische Gemeinde Walenstadt, Schulgemeinde Walenstadt und Berschis) wurde eine sogenannte Einheitsgemeinde gebildet. Das Begehren zur Schaffung der Einheitsgemeinde wurde von zwei in Walenstadt wohnhaften, weitsichtigen Personen eingereicht. Am 22. Oktober 2007 wurde der Bürgerschaft anlässlich einer eigens einberufenen Versammlung die neue «Gemeindeordnung» erläutert. Am 14. beziehungsweise 16. November 2007 haben die Bürger der Primarschulgemeinde Berschis und der Schulgemeinde Walenstadt die Inkorporationsvereinbarung mit der politischen Gemeinde einstimmig genehmigt. Ebenso wurde auch die neue Gemeindeordnung durch die Bürgerschaft ohne Gegenstimmen angenommen. Walenstadt ist inzwischen eine erfolgreiche Einheitsgemeinde.
Seit dem 1. Januar 2021 wird die Schule im Geschäftsleitungsmodell geführt und es gibt keinen Schulrat mehr.

## Wirtschaft und Infrastruktur

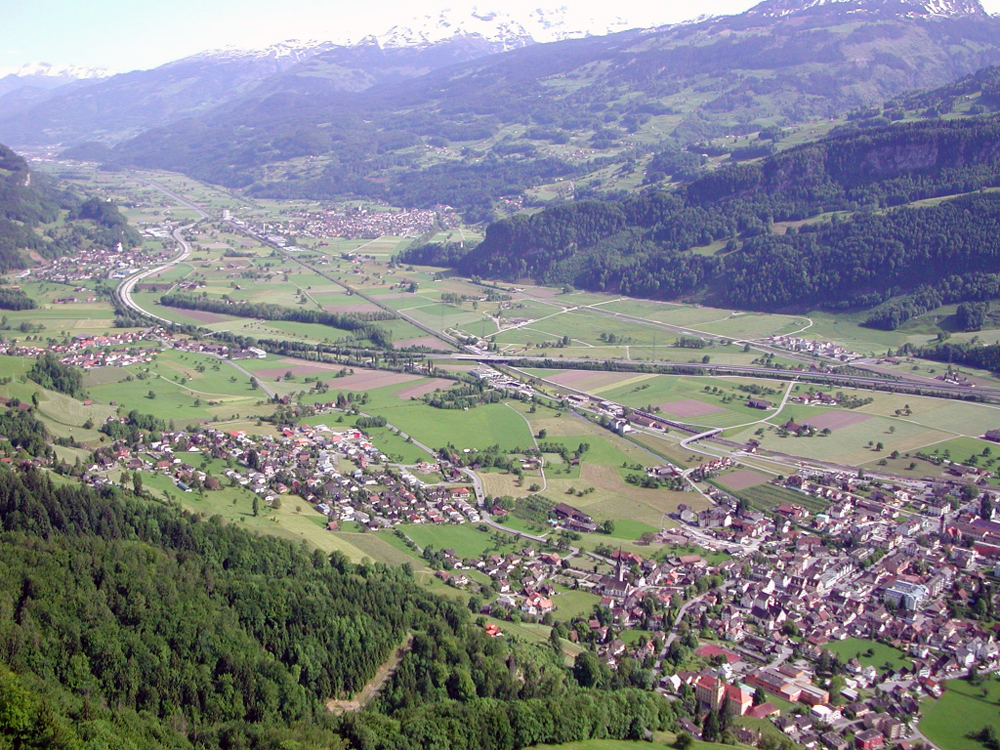
Blick von Walenstadt in Richtung Sargans

### Verkehr

#### Individualverkehr
Durch die Autobahn A3 ist Walenstadt mit einem Halbanschluss (von und nach Zürich) an das Autobahnnetz angeschlossen. Über die Erweiterung zu einem Vollanschluss wird zurzeit in der Regierung diskutiert. Von Sargans bis nach Murg führt die Hauptstrasse Walenseestrasse, die Walenstadt tangiert. Die Dörfer Berschis, Tscherlach und Walenstadtberg sind durch Hauptstrassen miteinander verbunden. Der Stadtverkehr ist geprägt von der Bahnhofstrasse und den an ihr gelegenen Fachgeschäften. In Stosszeiten verkehren die Fahrzeuge nur stockend, das Problem wird zudem durch einen akuten Parkplatzmangel verstärkt.
Am 20. Juli 2007 hat daher eine Kommission ein umfassendes Konzept zur Verkehrsberuhigung vorgestellt. Dieses sieht die Umwandlung des Abschnittes zwischen dem neuen und dem alten Rathaus zu einer Begegnungszone vor. Die Bahnhofstrasse sollte auf diesem Abschnitt einspurig geführt werden. Eine weitere Interessengemeinschaft schlug zu dem vor, unter der Bahnhofstrasse eine Tiefgarage mit 61 Parkplätzen zu bauen. Der Gemeinderat wird nun entscheiden, ob der Vorschlag weiter bearbeitet werden soll.

#### Öffentlicher Verkehr

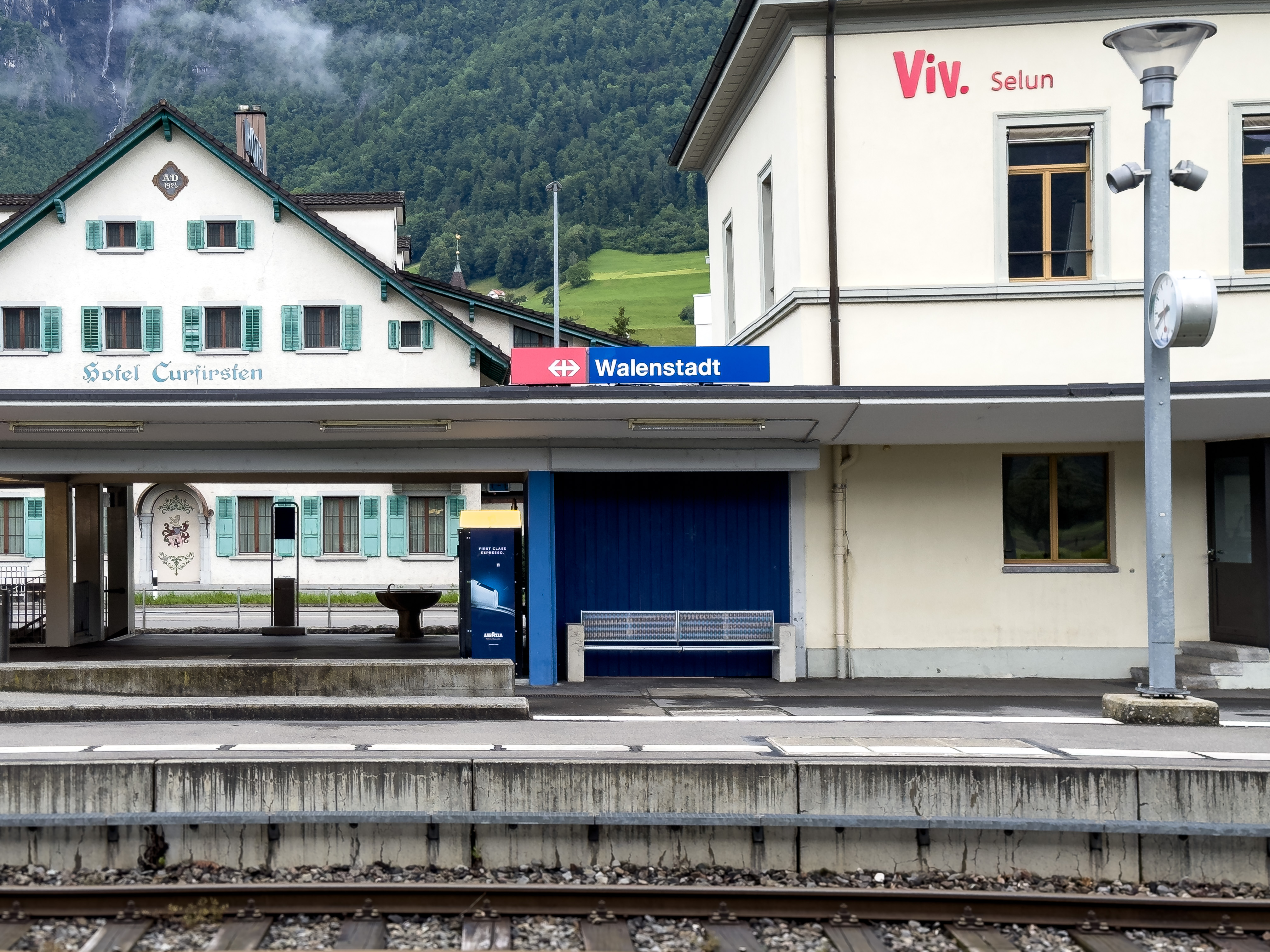
Der Bahnhof Walenstadt an der Bahnstrecke Ziegelbrücke–Chur

In Walenstadt existiert ein weitläufiges Busnetzwerk, das den Bahnhof von Walenstadt mit Flums, die höher gelegene Ortsgemeinde Walenstadtberg und den Ortschaften der Gemeinde Quarten verbindet. Die Schweizerische Südostbahn plante ursprünglich den Bau der Strecke Sargans–Rapperswil. Aufgrund finanzieller Probleme konnte dieses Vorhaben jedoch nicht realisiert werden. Stattdessen wurde 1859 die Bahnlinie Ziegelbrücke–Sargans eröffnet und 1927 elektrifiziert.
Im Jahr 2004 wurden die Bahnhöfe in Mühlehorn, Unterterzen und Walenstadt zu Selbstbedienungsbahnhöfen umgebaut. Der Bahnhof Walenstadt erhielt zwischen 2003 und 2004 einen zusätzlichen Bahnsteig, und das Gebäude für Fahrkarten und Informationen wurde geschlossen. Weichen und Signale wurden modernisiert und werden heute von Chur aus gesteuert.
Mit dem Fahrplanwechsel am 9. Dezember 2007 übernahm das Unternehmen Bus Sarganserland Werdenberg den Busbetrieb und setzte modernere Fahrzeuge ein. Am Bahnhof Walenstadt halten stündlich Regionalzüge in Richtung Sargans–Chur und Ziegelbrücke. Am Walensee gibt es einen Hafen für Privatboote und ein Touristenschiff, das Walenstadt mit den Ortschaften Murg, Mols, Unterterzen, Quinten, Au und Weesen verbindet.
Mit dem Projekt S-Bahn St. Gallen plante man Walenstadt und Flums bis 2013 an einen Halbstundentakt-Fahrplan anzubinden. Für Flums konnte keine halbstündliche Erschliessung umgesetzt werden, aber für Walenstadt. Seit dem Fahrplan 2014 der am 15. Dezember 2013 eingeführt wurde, hält jeweils pro Stunde und Richtung einmal die S4 (die als Ringzug nach St. Gallen verkehrt) und der RE Zürich–Chur im Bahnhof Walenstadt. Letzterer wird per Dezember 2021 auf eine InterRegio-Verbindung umgestellt und mit dem IR35 Bern - Zürich verknüpft. Die S4 hat in Ziegelbrücke einen schlanken Anschluss an die S25 der S-Bahn Zürich nach Zürich und bietet damit eine ähnliche Gesamtreisezeit wie mit dem IR bietet.

### Militär

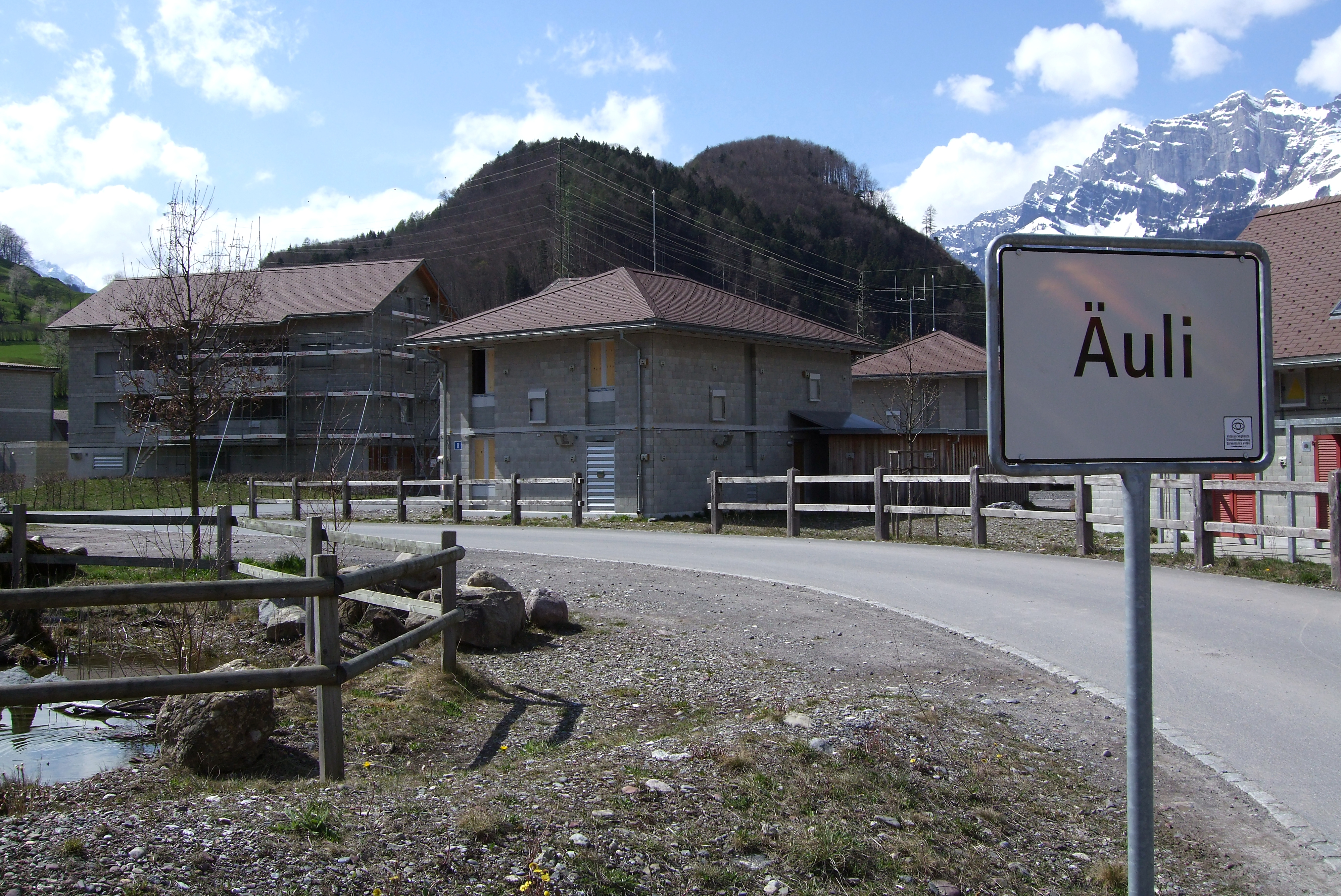
Die militärische Anlage Äuli zwischen Flums und Walenstadt

Bereits 1862 wurde ein Vertrag zwischen der Ortsgemeinde Walenstadt und dem Militärdepartement des Kantons St. Gallen abgeschlossen. Da 1859 die Eisenbahnlinie Zürich–Sargans eröffnet wurde, wurden Personen- und Frachttransporte auf die Bahn verlegt. Der Schiffsverkehr und die Transporte auf der Strasse gehörten damit fast vollends der Vergangenheit an. Zahlreiche Fuhrleute und Schiffer wurden arbeitslos. Vor 1859 hielt man in Walenstadt bis zu 300 Pferde. Die grossen Weideflächen Rossweid, Paschga, Platz (nachmalig Exerzierplatz usw.) wurden nicht mehr benötigt, weshalb die Ortsgemeinde das Gelände dem Militär zur Verfügung stellte. Walenstadt wurde 1874 eine Garnisonsstadt und beherbergte als eidgenössischer Waffenplatz seit diesem Zeitpunkt eine Schiessschule. Der Waffenplatz wurde ständig erweitert und modernisiert, so dass ein ganzjähriger Betrieb möglich wurde. Heute bildet das Ausbildungszentrum des Heeres (AZH) sämtliche Berufsmilitärs in Grund-, Fortbildungs- und Einsatzkursen aus. Unmittelbar neben den Schiess- und Übungsplätzen am See steht eine Unterkunft. Auf dem Schiessplatz Paschga wird zurzeit eine der modernsten simulationsgestützen Ausbildungsanlagen erstellt.

### Bergbau
Walenstadt kann auf eine abwechslungsreiche Bergbaugeschichte zurückblicken, die ab 1862 industrielle Züge annahm. Zwei Bergwerksbetriebe – Lochezen und Seemühle – standen ab 1892 viele Jahrzehnte miteinander in Konkurrenz. 2001 wurde der Bergbau eingestellt. Heute betreibt Geobrugg im Gebiet der Lochezen eine Versuchsanlage für Steinschlag-Auffangnetze.

### Gesundheitswesen

#### Spital Walenstadt
Fridolin Joseph Fidel Huber (* 13. August 1809) erbte als Sohn des Gerichtsschreibers Josef Franz Huber. ein hohes Vermögen und etliche Grundstücke in Walenstadt. Fridolin Hubers einziger Sohn Leonard Huber verstarb in jungem Alter, so dass Huber beschloss, mit seinem Reichtum möglichst viel Gutes zu tun. 1885 verfasste Huber sein Testament, in dem er der politischen Gemeinde ein Grundstück an der Bahnhofstrasse (10’000 Franken), ein Kontokorrentguthaben im Wert von 90’000 Franken und zehn Aktien der Buntweberei Walenstadt im Wert von 100’000 Franken vererbte. Mit diesen Geldern sollten nach dem Willen des Spenders ein Krankenhaus für mindestens dreissig Personen und mindestens sechs Betten erbaut werden. Am 19. Dezember 1885 hatten der Gemeinderat sowie die Regierung des Kantons St. Gallen den Bau bewilligt.
Nach einem Konflikt zwischen den Erben des Faktors und der politischen Gemeinde hatte die Bürgerversammlung am 10. Juni 1889 beschlossen, auf die Krankenhausstiftung Hubers zu verzichten. Bei diesem Konflikt ging es darum, dass die Bürgerschaft vor der «unüberblickbaren Aufgabe», die Stiftung zu verwalten, Angst bekam. Schliesslich waren in dieser Stiftung, auf den heutigen Geldwert umgerechnet, rund zwanzig Millionen Franken eingebracht. In einer Mitteilung an die Regierung des Kantons St. Gallen bat der Gemeinderat von Walenstadt, die Faktor-Huber-Stiftung zu übernehmen, um «das Krankenhaus Walenstadt im Sinne des Stifters weiterzuführen.» Den weiteren Erben passte dieser Zusatzantrag nicht, schliesslich forderten sie in einer weiteren Bürgerversammlung, dass die Gemeinde Walenstadt bedingungslos auf die Krankenhausstiftung zugunsten der Erben verzichtet.
Da alle Gemeinden rund um Walenstadt auf das versprochene Krankenhaus gehofft hatten, konnte das Justiz- und Polizeidepartement des Kantons St. Gallen mit den Erben nach mehreren Verhandlungen und Gesprächen einen Vertrag ausarbeiten, dem schlussendlich auch die Erben zustimmten. Dieser Vertrag regelte, dass die Erben anstatt der zehn Aktien der Buntweberei im Wert von 100’000 Franken 80’000 Franken in bar erhalten, die Erben 7500 Franken an Erbschafts- und Nachsteuern an den Kanton zahlen und die Erben den Bau dem Kanton St. Gallen überlassen. Am 1. Januar 1891 konnte das Krankenhaus Walenstadt als erstes kantonales Landspital eröffnet werden. Auf Grund akuten Platzmangels wurde der Neubau des Krankenhauses am 23. Oktober 1960 nach zweijähriger Bauzeit eingeweiht.
Ergänzend ist darauf hinzuweisen, dass Faktor Fridolin Huber noch zu seinen Lebzeiten die Kath. Kirchgemeinde und die Schule mit namhaften Vermögensteilen bedachte.
Anno 1868 schenkte er der Kirchgemeinde ein neues Geläute. Da die Bürgerschaft jedoch darauf beharrte, die vorhandenen Glocken im Turm zu belassen, bezahlte F. Huber auch die nötig gewordene Aufstockung des Kirchturms (neugotisch). Danach bestand das Geläute aus 12 Glocken. Nach dem Zweiten Weltkrieg (1945) erwirkte der damalige Pfarrer C. Helfensberger den Bau der Bruder-Klaus-Kapelle am Berg. Aus dem Stadtner Kirchturm wurde eine Glocke entnommen und im Turm der Walenstadt-Berger Kapelle installiert.
Fridolin Huber war Eigentümer eines grossen Renaissance-Palasts mitten im Städtchen. Das herrschaftlich ausgestattete Haus schenkte er den Walenstadtern, mit der Auflage, dort eine gute Schule einzurichten. Im Faktorenhaus war danach bis 1921 die Primarschule untergebracht. Zahlreiche sehr kostbare Möbel, Inneneinrichtungen wurden entfernt. Sie sind zum Teil in Museen in St. Gallen und Zürich zu besichtigen. 1929 wurde der Palast abgebrochen. Heute stehen dort die Gebäude des WEW und der Milchzentrale.

#### Haus Selun
Das Haus Selun im Fürstgebiet bietet seit September 2005 eine Wohnstätte für Hirnverletzte. Das Haus bot nach dem Grossbrand einer Schreinerei im November 2005 Notwohnungen für die Opfer des Brandes. Mit der Eröffnung des Hauses Selun möchte OVWB (Der Verein zur Schaffung und zum Betrieb von Wohnmöglichkeiten für Körperbehinderte) Hirngeschädigten die Möglichkeit geben, selbstständig wohnen zu können. Dies wird mit wieder Antrainieren alltäglicher Arbeiten erreicht. Der Bau wurde im Jahr 2006 abgeschlossen und kostete 8,6 Millionen Franken.

### Bildungswesen

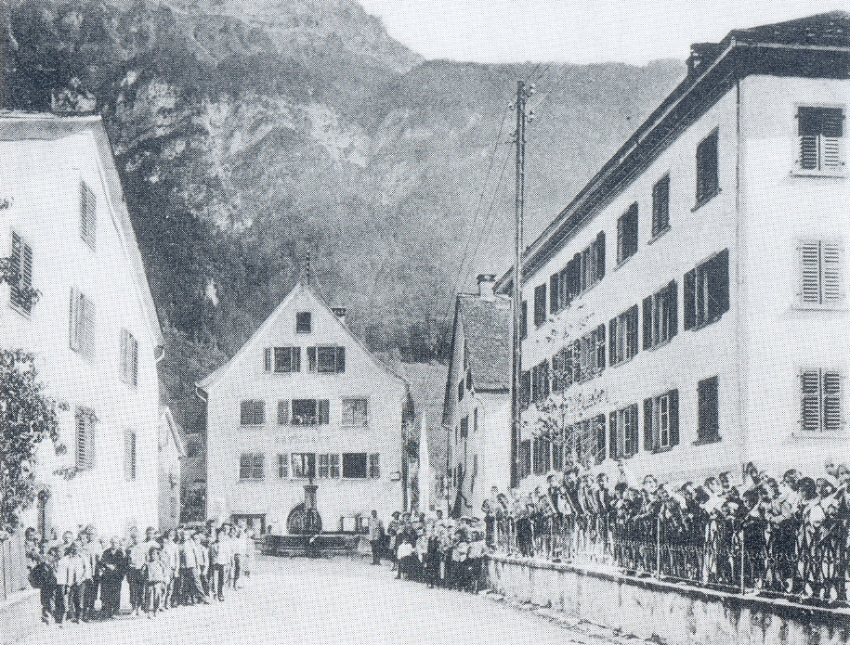
Historisches Bild der alten Schule Walenstadt

Am 19. März 1869 zählte die Primarschule in Walenstadt 228 Schüler und drei Lehrer. Am 17. April 1876 wurde die Einführung einer vierten Lehrstelle beschlossen. Da jedoch dafür kein freies Zimmer zur Verfügung stand, wurden die Schüler zu dazumal ungewöhnlichen Schulzeiten unterrichtet. 1879 wurde die Raumnot im ehemaligen Schulgebäude beim Rathaus akut, so dass ein Schulzimmer der Primarschule ins Realschulhaus am See verlegt werden musste. Der Sohn eines Gerichtsschreibers Faktor Fridolin Huber schenkte 1883 der Primarschule Walenstadt sein am Rathausplatz gelegenes Doppelwohnhaus zur Verwendung als Schulhaus. Für die Walenstadtner war das damals ein Segen, da die vielen aufeinander folgenden Missjahre und die hohe Steuerlast die Walenstadtner in die Armut getrieben hat. Am 27. Juni 1884, nachdem die Ortsgemeinde Walenstadt sich von der Pflicht, für den Unterricht von Schülern im Rathaus Räumlichkeiten anzubieten, loslöste, ging Hubers Haus samt Garten an die Schulgemeinde Walenstadt über.
1910 beschlossen die Stimmberechtigten der Schulgemeinde Walenstadt, einen Fonds zum Bau eines neuen Schulhauses zu eröffnen. Der Erste Weltkrieg und die Planungen zögerten den Bau zehn Jahre hinaus. Die Gelder für den Bau des damals «so teuren und noblem Schulhauses» kamen grösstenteils von der Weberei AG (34’400 Franken) in Walenstadt, vom Regierungsrat des Kantons St. Gallen (980’000 Franken) sowie vom Bund (92’000 Franken). Nach einer Abstimmung am 16. Mai 1920 wurde mit dem Bau begonnen. Mit einem grossen Kinderumzug und Festlichkeiten in der Stadt wurde schliesslich am 23. Juli 1922 der Neubau eingeweiht. Der 839’529.90 Franken (heute ungefähr knapp 50 Millionen Franken) teurer Neubau wurde dem Schweizer Ingenieur Hans Conrad Escher von der Linth gewidmet, der die Dörfer rund um den Walensee Anfang des 19. Jahrhunderts vom jährlichen Hochwasser befreite.
Das Bild am rechten Seitenrand zeigt den alten Faktorenpalast des Fridolin Huber. Die Fotografie stammt aus dem Jahr 1905. Schulklassen davor belegen die Nutzung des Palasts als Schulhaus.

## Kunst und Kultur

### Fasnacht
„Rölli Bölli, Suppächnölli, uusä mit dä Butzi, hojä, hojä, ho!

Haudärä mit dä Tuurätee, haudärä mit dä Toorä, einä, einä Butzibuäb, einä, einä Höösi!“

Mit diesem Fasnachtsruf fordern die Kinder von Walenstadt die Rölli zum Rennen auf. Am Fasnachtssonntag, um zwölf Uhr stürmen die Rölli aus dem alten Rathaus und rennen den Kindern hinterher. Die Rölli von Walenstadt sind traditionelle Narrenfiguren, die ein buntes Fetzenkleid tragen, das wohl auf eine ältere Fellbekleidung zurückgeht. Die Farben Weiss, Rot und Schwarz sowie der Lebensbaum auf der Maske gehen auf mythologisch-kultische Symbole einer Ahnfrau («alten Frau») zurück. Die Rölli gehen wahrscheinlich auf ein ehemaliges rätisches Frühlingsfest zurück. Bei diesem Brauch rief die Urahnin die Jungen des Dorfes zusammen, die dann in Fellkleidern, bösen Masken und lauten Lärmgeräte die bösen Geister des Winters, Krankheiten und den Tod vertreiben sollten. Ein heutiges ungeschriebene Gesetz der Fasnacht besagt, dass nur Männer am Röllibrauch teilnehmen dürfen.
Der Maskenforscher Werner Stauffacher suchte die Geschichte der Rölli von Walenstadt zusammen und fand bei seinen Recherchen heraus, dass die «Alte» Maske im Jahre 1832 von einem Schnitzer aus Tscherlach geschaffen wurde. Zwischen 1890 und 1900 schuf der einheimische Schumacher Beat Etter eine Kopie der alten, die man die «Neue» nennt. Zur selben Zeit schuf ein Berufsschnitzer aus Schaffhausen eine weitere Kopie der alten Maske. Die damals 100 Franken teure Maske wurde «Gmeindsni» (die Maske der Gemeinde) genannt. Weil sie gegen 1920 einem Schlossermeister namens Schlegel Arnold verkauft wurde, nennt man sie gelegentlich auch noch «Schlosseri». Weitere Masken tragen die Namen «Heerä», «Hämmene», «der lachende Jud» oder «Schnapsni» und eine weibliche «Rockni».
Schon in den Dreissiger Jahren wurde jährlich ein Fasnachtsumzug am Fasnachtssonntag durchgeführt. Anfangs hatte noch die Musikgesellschaft «Konkordia» die fröhlichen Umzüge veranstaltet, ab 1954 war es zu mehr der Walenstadtner Emil Freitag, die während fünf Jahren den Fasnachtsumzug durch Wagen geprägt hat, die ein bestimmtes Thema aufs Korn nahmen. 1959 wurde kein Umzug mehr durchgeführt, so dass am 27. November 1959 die «Fasnachtsgesellschaft Walenstadt» gegründet wurde, die sich unter anderem zur Aufgabe machte, jährlich einen Fasnachtsumzug zu gestalten und zu organisieren. 1973 hatte die Fasnachtsgesellschaft festgelegt, dass die Originallarven der Rölli nicht mehr während der regulären Fasnachtszeit getragen werden sollte. Die Originallarven sind seither im Ortsmuseum beim alten Rathaus ausgestellt. Der Soldatenbutzi, der auf dem Soldatenbrunnen auf dem Rathausplatz aufgestellt war, wurde 1983 angezündet, deren Brand die Soldatenfigur auf dem Brunnen derart beschädigte, dass dieser Brauch abgesetzt wurde. Als Ersatz schufen einige Fasnächtler 1985 ein riesiges «Huttläwiib», das seither während der Fasnacht an Drahtseilen über dem Rathausplatz aufgehängt wird. Am Fasnachtsbeginn, dem Tag der «Butzuufhänggete», wird das grosse Huttläwiib mit musikalischer Begleitung durch die Guggenmusik aufgehängt, und am Ende der Fasnacht bei der «Butziabhänggete» wieder hinuntergenommen. 2002 wurde das Huttläwiib durch eine neugenähten Riesenrölli ersetzt.

### Sehenswürdigkeiten

#### Stadtbefestigung
Teile der um 1250 errichteten Stadtmauer sind noch erhalten (nördlich und westlich des Stadtbungerts).

#### Kirchen und Kapellen

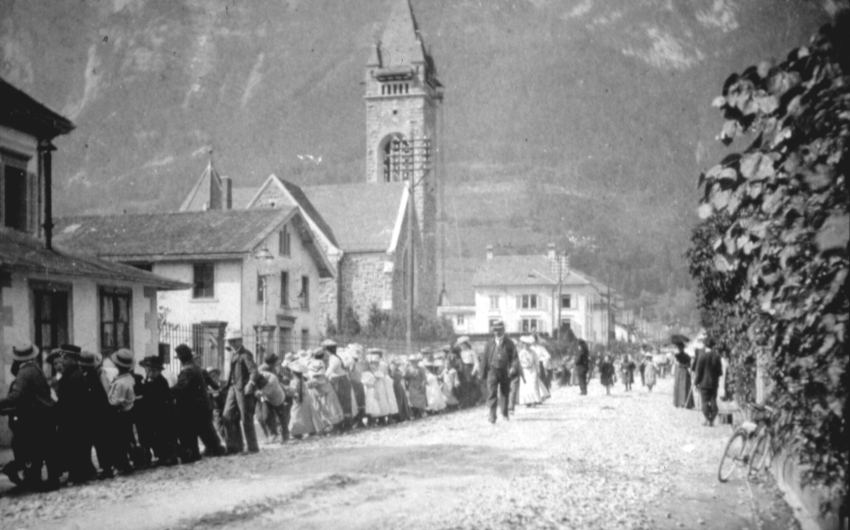
Die Schulkinder ziehen am 21. Juni 1905 die Glocken hinauf

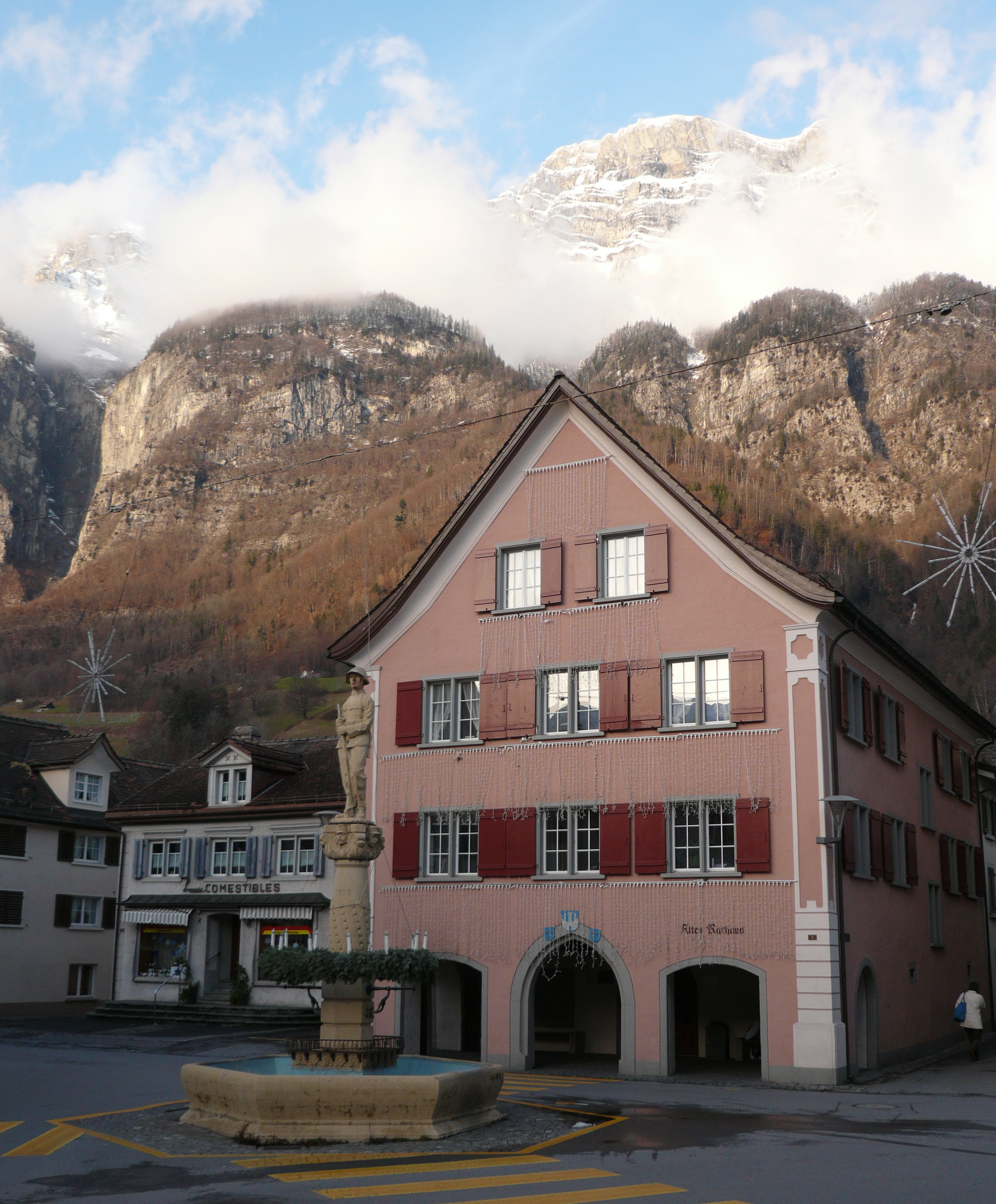
Altes Rathaus von Walenstadt

- Beginen An der Klosgasse, östlich des Friedhofes stand früher eine kleine Kapelle. Fromme Frauen, Beginen lebten dort. Sie betreuten Pflegebedürftige und Kranke. Wer in die Gemeinschaft eintrat brachte meist eigenes Vermögen mit. Eigene Arbeit, die Stadt und die Einwohnerschaft sorgten für ihren Lebensunterhalt.
- Katholische Kirche Die Pfarrkirche St. Luzius und Florin geht auf den Kirchenbau vom Anfang des 14. Jahrhunderts zurück, der an Stelle einer zu klein gewordenen Vorgängerkirche errichtet wurde. Sie stand im Mittelalter, sehr ungewöhnlich, ausserhalb der Stadtmauern. Der Kirchturm gilt als ältestes Gebäude der Stadt. Er enthält ein aussergewöhnlich umfangreiches Glockengeläut von zehn Glocken mit den Schlagtönen c′ – e′ – g′ – gis′ – a′ – h′ – c″ – cis″ – e″ – a″'. Die Glocken e′und g′ wurden 1778 von A. Brandenberg, Zug gegossen, die anderen Glocken stammen aus dem Jahr 1868 und wurden von Jakob Keller, Unterstrass hergestellt. Für die 1868 gelieferten Glocken wurde der Turm aufgestockt und erhielt dadurch sein neugotisches Aussehen. Die Kirche steht auf der Liste der Kulturgüter in Walenstadt.
- Kapelle St. Wolfgang Neben dem an der Herrengasse gelegenen Pfarrhaus, steht die 1741 erbaute Kapelle St. Wolfgang, die ebenfalls ein geschütztes Kulturgut ist. Sie wurde 1753 von Bischof Joseph Benedikt von Rost von Chur zu Ehren der heiligen Dreifaltigkeit, der heiligen Jungfrau Maria und des heiligen Wolfgang geweiht. Das Nachbarpfarrhaus wurde ursprünglich im Renaissancestil erbaut. Die Kapelle ist dem späten Barockstil zuzurechnen. Ein wertvolles Vesperbild auf dem Hochaltar der Kapelle muss zwischen 1400 und 1450 gemalt worden sein. Die gotischen Kruzifixe und die beiden Holzbüsten der heiligen Margareta und Dorothea wurden um 1500 geschaffen. Die Kapelle wurde während des Krieges 1939–1945 als militärisches Verpflegungslager zweckentfremdet. Dank der Initiative von Stadtpfarrer Clemens Helfenberger erfolgte ab 1955 eine umfassende, stilvolle Restaurierung. Zahlreiche Bürgerfamilien haben sich durch Spenden an den Kosten beteiligt. Bilder und Statuen stammen aus der früher südlich gelegenen, gotischen Kapelle. Dieses Gebäude beherbergte nachweislich auch die Kaplanei und die Schule.
- Evangelische Kirche Gegen Ende des 19. Jahrhunderts wuchs die Zahl der evangelischen Gläubigen in Walenstadt immer mehr. Der Wunsch nach einer eigenen evangelischen Kirche drängte sich auf, so dass die Bürgerschaft der Gemeinde beschloss, eine neue Kirche zu bauen. Nach einer längeren Suche nach einem geeigneten Bauplatz hatte die Buntweberei eine zentral im Städtchen gelegene Baufläche von 1720 m² Grösse im Februar 1902 an die evangelische Kirchengemeinde für 10’000 Franken verkauft. Der Kirchenplan wurde vom Architekten Abundi Schmid von Chur gestaltet und im April 1903 angenommen. Der Spatenstich erfolgte am 7. September 1903, die Grundsteinlegung am 25. Oktober 1903.[23] Die Mauern der Kirche wurden wie bei einer mittelalterlichen Burg aus schweren Bruchsteinen erstellt. Diese stammten aus einem ehemaligen Steinbruch am Walenstadtberg und wurden auf Fuhrwerken ins Tal hinunter befördert. Nach einer Bauzeit von knapp zwei Jahren hatte man am 24. März 1905 mit dem Aufsetzen des Wetterhans auf die Turmspitze den Grobbau abgeschlossen. Am 11. März 1902 wurde die neue Kirche mit einem Stadtfest eingeweiht. Vertreter der katholischen Gemeinde, der Ortsgemeinde und der politischen Gemeinde sowie der Männerchor Walenstadt waren bei der Einweihungsfeier dabei. Mit den Baukosten von über 195’000 Franken war die Kirche deutlich teurer als die geplanten 115’000 Franken. Zwischen 1908 und 1914 wurde nachträglich eine elektrische Beleuchtung eingebaut.[23] 1958 hatte man das Glockengeläute und die Turmuhr elektrifiziert. Bis zur Elektrifizierung hatte man die Turmuhr wöchentlich nachziehen müssen. Am 5. April 1990 beschloss die Kirchenbürgerversammlung eine Renovation der evangelischen Kirche. Verantwortlich für das Bauprojekt war das Architekturbüro Busa und Klingler. Für den Bau, der rund zwei Millionen Franken kostete, hatte man den Steuerfuss von Walenstadt von 18 auf 27 Prozent erhöht. Am 1. Dezember 1991 konnte die renovierte Kirche schliesslich erneut eingeweiht werden.[24]

#### Rathausplatz

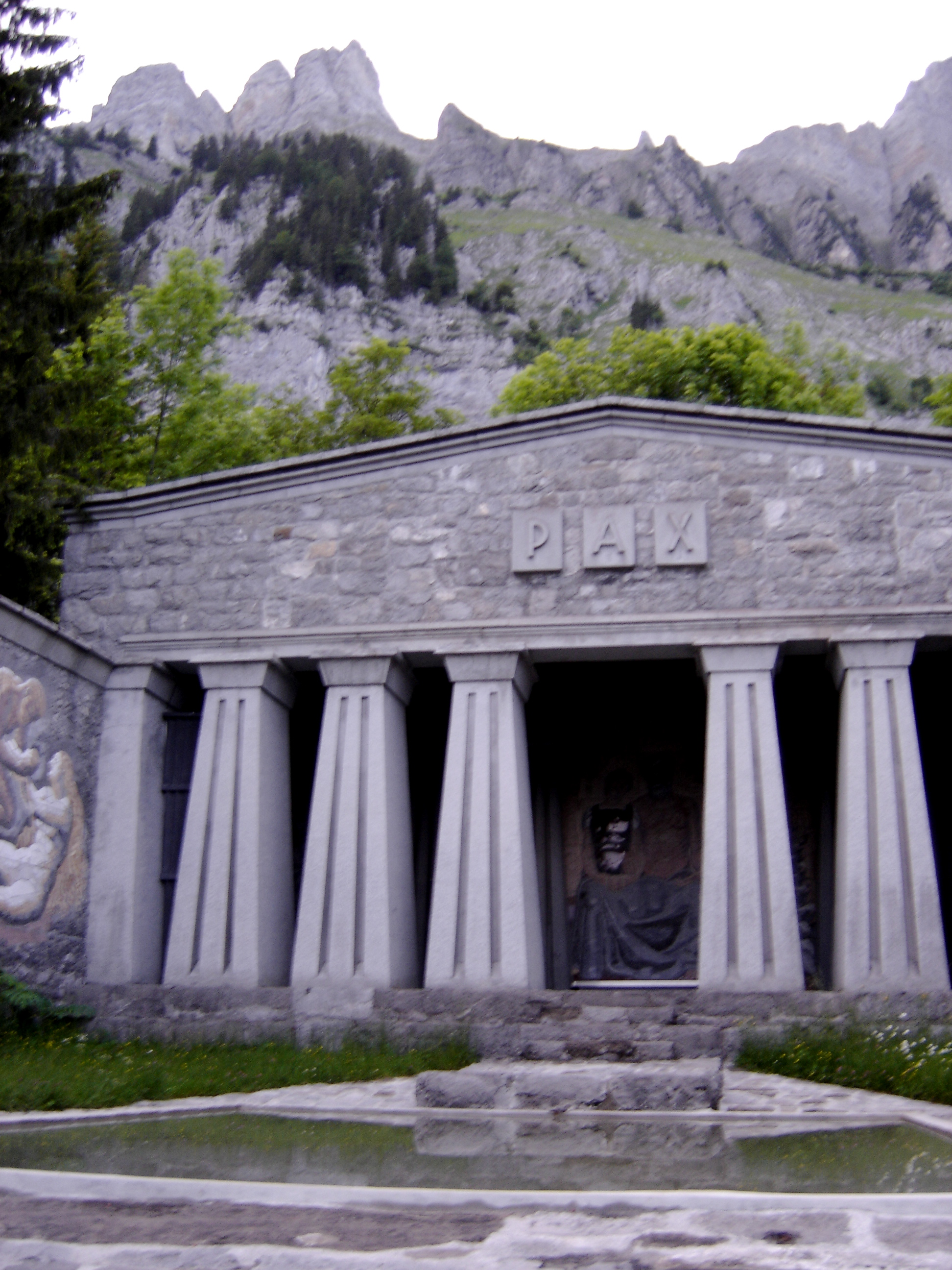
Das Paxmal

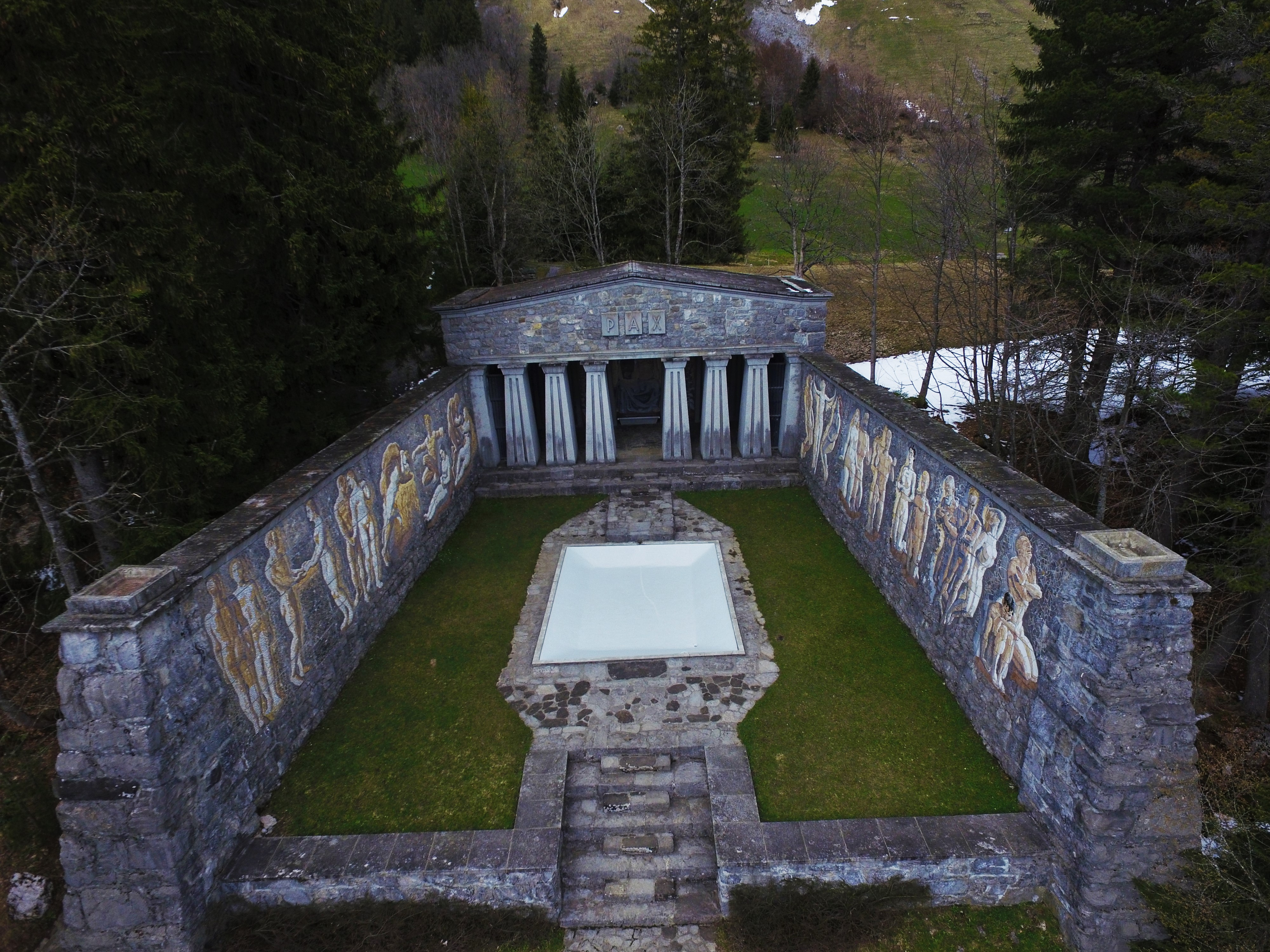
Das Paxmal von oben

Der heutige Rathausplatz wird heute als Kreuzung der Bahnhofstrasse, Seestrasse zur Herrengasse und zur Alten Landstrasse verwendet. In der Mitte befindet sich ein Soldatenbrunnen, der 1920 von Karl und Ernst Hänny zur Erinnerung an die Grenzbesetzung 1914–1918 errichtet. Das alte Rathaus wurde nach dem Stadtbrand 1799 auf und in den erhalten gebliebenen Mauern erbaut und war der Mittelpunkt des ehemaligen Stadtkerns. 1977 wurde das Rathaus renoviert, zudem erhielt es einen Einbau der Arkade im Sockelgeschoss. Der mittlere Spitzbogen ist mit einem Stadtwappen von Walenstadt, einem Stadt- und Landeswappen von Sargans besetzt. 2004 wurde das alte Rathaus erneut renoviert. Heute wird der Gewölbekeller des Gebäudes als Ortsmuseum verwendet. Bei der Renovation 1977 kam durch Grabungen zutage, dass das verkürzte, gotische Portal höher, stilvollendet war. Die Originaltürschwelle aus Kalkstein befindet sich ca. 80 cm unter der jetzigen Strasse und unter der inneren Bodenpflästerung. Zustande kam dies durch über Jahrhunderte erfolgte Aufschüttung der Wege, mit von den nahen Wildbächen ins Städtli verfrachtetem Schutt. Die durch Wuhrgänge von den steilen Abhängen der Churfirsten oft bis ins Städtchen gelangten Geschiebe wurden über Jahrhunderte in Handarbeit meist auf den damaligen Wegen verteilt. Dadurch erhöhten sich die Strassen und Gassen teilweise bis zu einem Meter. Das ist bei alten Gebäuden der Grund, weshalb die Erdgeschosse oft tiefer als die Eingänge liegen (Die Differenz zwischen aufgeschütteten Wegen und den "alten" Erdgeschossen wurde mit kleinen Treppenabgängen bewerkstelligt).

#### Paxmal
Das Paxmal ist ein von Karl Bickel erbautes Friedens-Denkmal. Bickel hatte während vier Jahrzehnten eine Zusammenarbeit mit der Druck und Wertzeichen Abteilung der PTT Generaldirektion gepflegt. Als Dank schenkte Bickel 1966 das Paxmal der eidgenössischen PTT-Verwaltung. Das Denkmal, oft auch als Friedensstätte bezeichnet, befindet sich bei Walenstadtberg (Lage) auf 1300 Metern über Meer und wurde von 1924 bis 1949 gebaut.

#### Seebühne Walenstadt – Schweizer Musicals
Auf der Walensee-Bühne werden seit dem Sommer 2005 in lockerer Folge Musicals zu Schweizer Themen aufgeführt. Angefangen wurde mit der Uraufführung des Heidi-Musicals nach dem Roman von Johanna Spyri. Das Musical Heidi ist ein musikalisches Theater über die Kulturfigur Heidi. Die Bühne, die ein Viertelkreis darstellt, wurde zum ersten Mal im Jahr 2005 am Strand des Walensees aufgebaut. Die Fortsetzung «Heidi 2» wurde im Sommer 2007 erstmals gespielt und im Sommer 2008 zum letzten Mal aufgeführt. 2010 folgte mit «Die Schwarzen Brüder» (Welturaufführung 2007 in Schaffhausen) wieder ein Schweizerthema. 2012 wurde auf der Walenstadter Seebühne mit «Tell – Das Musical» erneut ein Schweizerthema als Welturaufführung geboten.

### Weitere Bauwerke
- Seez-Viadukt

## Persönlichkeiten

### Söhne und Töchter der Gemeinde
- Franz Josef Benedikt Bernold (Barde von Riva) (1765–1844), gebildeter Walenstadter Bürger
- Fridolin Huber (1809–1886), letzter Faktor, grosser Wohltäter, Mitbegründer der Weberei
- Johann Josef Huber (1817–1897), Lehrer und Politiker
- Edward Walter Eberle (1864–1929), US-amerikanischer Admiral
- Karl Bickel (1886–1982), Künstler, Grafiker, Markenstecher, Erschaffer des PAXMALs
- Eduard Thurneysen (1888–1974), schweizerischer evangelischer Theologe
- Heinrich Johann Müller (1901–1972), Weinbauer mit umfassenden lokalhistorischen Kenntnissen
- Markus Redli (1915–2012), Jurist und Bundesbeamter
- Peter Steiner (1917–2007), Werbeschauspieler «Cool Man»
- Kurt Bürer (1925–2009), CVP-Nationalrat: (1975–1987)
- Gustav Däniker (Divisionär) (1928–2000), Militärpublizist
- Josef Ackermann (* 1948), Bankmanager
- Marco Büchel (* 1971), Liechtensteiner Skirennläufer
- Alfred Gall (* 1971), Literaturwissenschaftler, Slawist, Hochschullehrer
- Daniel Anrig (* 1972), Kommandant der Päpstlichen Schweizergarde in Rom
- Robin Verling (* 1974), Liechtensteiner Fussballspieler
- Herbert Bicker (* 1975), Liechtensteiner Fussballspieler
- Alexander Hug (* 1975), Skibergsteiger
- Martin Kohler (* 1985), Radrennfahrer
- Carina Cappellari (* 1991), Mountainbikerin
- Marco Pfiffner (* 1994), Liechtensteiner Skirennläufer
- Lara Casanova (* 1996), Snowboarderin
- Boris Babić (* 1997), Fussballspieler
- Gian Casanova (* 2000), Snowboarder
- Dejan Djokic (* 2000), schweizerisch-bosnischer Fussballspieler

### Mit Walenstadt verbundene Persönlichkeiten
- Paul Etter (1939–1985), Bergführer, Winter-Erstbesteigung Matterhornnordwand 1962
- Heidi Hanselmann (* 1961), Regierungsrätin, Regierungspräsidentin 2008 und 2019
- Annalea Hartmann (* 1965), geboren in Berschis, Beachvolleyballspielerin
- Josef Hug (1903–1985), Korbflechter, Hausierer und Schriftsteller
- Enrico Lavarini (* 1948), Musiker, Dirigent, Flötist, Komponist, Lehrer und Pädagoge
- Luzius Wildhaber (1937–2020), ehemaliger Richter der Schweiz beim Europäischen Gerichtshof für Menschenrechte, Bürger von Walenstadt